# Riu de Cerdanya
Riu de Cerdanya – gmina w Hiszpanii,  w Katalonii, w prowincji Lleida, w comarce Baixa Cerdanya.
Powierzchnia gminy wynosi 12,36 km². Zgodnie z danymi INE, w 2005 roku liczba ludności wynosiła 96. Wysokość bezwzględna gminy równa jest 1173 metrów. Współrzędne geograficzne Riu de Cerdanya to 42°20'51"N 1°49'39"E. Numer kierunkowy to +34, a tablice rejestracyjne rozpoczynają się od litery L. Kod pocztowy do gminy to 25721. Burmistrzem Riu de Cerdanya jest Joan Marginet i Compañó. 20 stycznia każdego roku w gminie organizowane są imprezy i fiesty z okazji Dnia Riu de Cerdanya. W 1999 roku miejscowość stała się oddzielną gminą. Wcześniej wchodziła w skład gminy Bellver de Cerdanya.